# Comuna Starîi Ostropil, Starokosteantîniv
Starîi Ostropil (în ucraineană Старий Остропіль) este o comună în raionul Starokosteantîniv, regiunea Hmelnîțkîi, Ucraina, formată din satele Raikî și Starîi Ostropil (reședința).

## Demografie
Componența lingvistică a comunei Starîi Ostropil
     Ucraineană (98,71%)
     Alte limbi (1,05%)
Conform recensământului din 2001, majoritatea populației comunei Starîi Ostropil era vorbitoare de ucraineană (98,71%), existând în minoritate și vorbitori de alte limbi.